# Ken Norton
Kenneth Howard Norton Sr. (Jacksonville, Illinois, 9 de agosto de 1943-Henderson, Nevada, 18 de septiembre de 2013) fue un boxeador que llegó a ser campeón del mundo de los pesos pesados. Fue uno de los pocos boxeadores que ganó a Muhammad Ali, en un combate en San Diego el 31 de marzo de 1973.

## Biografía
Norton fue un gran atleta en el Colegio Mayor de Jacksonville. Su entrenador en el Colegio inscribió a Ken en ocho eventos diferentes, quedando primero en cinco y segundo en los otros tres, por lo que a partir de ese momento se creó una regla deportiva en el Colegio que limitaba a los deportistas a participar en un límite de tres deportes diferentes.[cita requerida] Se graduó en Jacksonville y fue al Northeast Missouri State University (ahora llamada Truman State University).
Como profesional ganó sus primeros 16 combates pero cayó en el siguiente ante el púgil venezolano José Luis García, pero se sobrepuso ganando sus siguientes trece combates. Estas 29 victorias, por solo una derrota, en 1973 le dieron la oportunidad para pelear por el título NABF ante el famoso boxeador Muhammad Ali al que ganó en 12 asaltos por puntos, aunque en la revancha celebrada seis meses después perdió por el mismo resultado.
Al año siguiente tuvo la oportunidad de ganar los títulos de la Asociación Mundial de Boxeo y del Consejo Mundial de Boxeo ante George Foreman pero este le ganó en dos asaltos después de ser derribado hasta en tres ocasiones durante el combate escenificado en el  Poliedro de Caracas. En 1975 después de ganar dos combates, disputó el título NABF, que había dejado vacante Alí, ante Jerry Quarry al que ganó en cinco asaltos por nocaut técnico. Después volvió a ganar cuatro combates consecutivos y tuvo otra oportunidad de conseguir el título de la Asociación y del Consejo ante Ali pero volvió a perder por decisión unánime en quince asaltos.
Después de esta derrota ganó otros tres combates consiguiendo así el título mundial de Peso Pesado del CMB, perdiéndolo posteriormente ante Larry Holmes de 28 años, en quince asaltos por puntos y que fue calificada por muchos expertos como una de las mejores de todos los tiempos dentro de la categoría de los pesos pesados, esta pelea fue realizada en 1978, en la cual Norton tenía 34 años. Después de esta derrota y ya en franco declive debido a su edad, disputó cinco combates más, ante Earnie Shavers y Gerry Cooney entre otros y perdió ante estos dos por nocaut en el primer asalto. También empató otro ante Scott LeDoux después de ser derribado hasta en dos ocasiones en el décimo asalto.
Falleció el 18 de septiembre de 2013 a causa de una insuficiencia cardíaca.

## Récord profesional
| 42 Victorias (33 KOs), 7 Derrotas |        |                  |        |               |            |                                                    |                                                                |
| Res.                              | Récord | Oponente         | Tipo   | Rd., Tiempo   | Fecha      | Localidad                                          | Notas                                                          |
| D                                 | 42–7–1 | Gerry Cooney     | TKO    | 1 (10), 0:54  | 11/05/1981 | Madison Square Garden, New York City, New York     |                                                                |
| G                                 | 42–6–1 | Randall Cobb     | SD     | 10            | 07/11/1980 | HemisFair Arena, San Antonio, Texas                |                                                                |
| Empate                            | 41–6–1 | Scott LeDoux     | Empate | 10            | 19/08/1979 | Metropolitan Sports Center, Bloomington, Minnesota |                                                                |
| D                                 | 41–6   | Earnie Shavers   | KO     | 1 (12), 1:58  | 23/03/1979 | Las Vegas Hilton, Winchester, Nevada               |                                                                |
| G                                 | 41–5   | Randy Stephens   | KO     | 3 (10), 2:42  | 10/11/1978 | Caesars Palace, Paradise, Nevada                   |                                                                |
| D                                 | 40–5   | Larry Holmes     | SD     | 15            | 09/06/1978 | Caesars Palace, Paradise, Nevada                   | Perdió el título mundial de la WBC del peso pesado.            |
| G                                 | 40–4   | Jimmy Young      | SD     | 15            | 05/11/1977 | Caesars Palace, Paradise, Nevada                   |                                                                |
| G                                 | 39–4   | Lorenzo Zanon    | KO     | 5 (10), 3:08  | 14/09/1977 | Caesars Palace, Paradise, Nevada                   |                                                                |
| G                                 | 38–4   | Duane Bobick     | TKO    | 1 (12), 0:58  | 11/05/1977 | Madison Square Garden, New York City, New York     |                                                                |
| D                                 | 37–4   | Muhammad Ali     | UD     | 15            | 28/09/1976 | Yankee Stadium, New York City, New York            | Por los títulos WBA, WBC, The Ring y lineales del peso pesado. |
| G                                 | 37–3   | Larry Middleton  | TKO    | 10 (10), 2:17 | 10/07/1976 | Sports Arena, San Diego, California                |                                                                |
| G                                 | 36–3   | Ron Stander      | TKO    | 5 (12), 1:19  | 30/04/1976 | Capital Centre, Landover, Maryland                 |                                                                |
| G                                 | 35–3   | Pedro Lovell     | TKO    | 5 (12), 1:40  | 10/01/1976 | Las Vegas Convention Center, Paradise, Nevada      |                                                                |
| G                                 | 34–3   | José Luis García | KO     | 5 (10), 1:50  | 14/08/1975 | Civic Center, Saint Paul, Minnesota                |                                                                |
| G                                 | 33–3   | Jerry Quarry     | TKO    | 5 (12), 2:29  | 24/03/1975 | Madison Square Garden, New York City, New York     | Ganó el vacante título de la NABF del peso pesado.             |
| G                                 | 32–3   | Rico Brooks      | KO     | 1 (10), 1:34  | 04/03/1975 | Red Carpet Inn, Oklahoma City, Oklahoma            |                                                                |
| G                                 | 31–3   | Boone Kirkman    | RTD    | 7 (10),       | 25/06/1974 | Center Coliseum, Seattle, Washington               |                                                                |
| D                                 | 30–3   | George Foreman   | TKO    | 2 (15), 2:00  | 26/03/1974 | Poliedro, Caracas, Venezuela                       | Por los títulos WBA, WBC, The Ring y lineales del peso pesado. |
| D                                 | 30–2   | Muhammad Ali     | SD     | 12            | 10/09/1973 | Forum, Inglewood, California                       | Perdió el título de la NABF del peso pesado.                   |
| G                                 | 30–1   | Muhammad Ali     | SD     | 12            | 31/03/1973 | Sports Arena, San Diego, California                | Ganó el título de la NABF del peso pesado.                     |
| G                                 | 29–1   | Charlie Reno     | UD     | 10            | 13/12/1972 | San Diego, California                              |                                                                |
| G                                 | 28–1   | Henry Clark      | TKO    | 9 (10),       | 21/11/1972 | Sahara Tahoe, Stateline, Nevada                    |                                                                |
| G                                 | 27–1   | James J. Woody   | RTD    | 8 (10), 3:00  | 30/06/1972 | San Diego, California                              |                                                                |
| G                                 | 26–1   | Herschel Jacobs  | UD     | 10            | 05/06/1972 | San Diego, California                              |                                                                |
| G                                 | 25–1   | Jack O'Halloran  | UD     | 10            | 17/03/1972 | Coliseum, San Diego, California                    |                                                                |
| G                                 | 24–1   | Charlie Harris   | TKO    | 3 (10),       | 17/02/1972 | Coliseum, San Diego, California                    |                                                                |
| G                                 | 23–1   | James J. Woody   | UD     | 10            | 29/09/1971 | Coliseum, San Diego, California                    |                                                                |
| G                                 | 22–1   | Chuck Haynes     | KO     | 7 (10), 1:08  | 07/08/1971 | Civic Auditorium, Santa Monica, California         |                                                                |
| G                                 | 21–1   | Vic Brown        | KO     | 5 (10), 2:17  | 12/06/1971 | Civic Auditorium, Santa Monica, California         |                                                                |
| G                                 | 20–1   | Steve Carter     | KO     | 3 (10),       | 12/06/1971 | Valley Music Theater, Woodland Hills, California   |                                                                |
| G                                 | 19–1   | Roby Harris      | KO     | 2 (10), 1:35  | 16/10/1970 | Coliseum, San Diego, California                    |                                                                |
| G                                 | 18–1   | Chuck Leslie     | UD     | 10            | 26/09/1970 | Valley Music Theater, Woodland Hills, California   |                                                                |
| G                                 | 17–1   | Roy Wallace      | KO     | 4 (10),       | 29/08/1970 | Coliseum, San Diego, California                    |                                                                |
| D                                 | 16–1   | José Luis García | KO     | 8 (10),       | 02/07/1970 | Grand Olympic Auditorium, Los Ángeles, California  |                                                                |
| G                                 | 16–0   | Ray Junior Ellis | KO     | 2 (10), 0:53  | 08/05/1970 | Coliseum, San Diego, California                    |                                                                |
| G                                 | 15–0   | Bob Mashburn     | KO     | 4 (10), 1:40  | 07/04/1970 | Cleveland Arena, Cleveland, Ohio                   |                                                                |
| G                                 | 14–0   | Stamford Harris  | TKO    | 3 (10), 1:59  | 13/03/1970 | Coliseum, San Diego, California                    |                                                                |
| G                                 | 13–0   | Aaron Eastling   | KO     | 2 (10), 3:06  | 04/02/1970 | Silver Slipper, Paradise, Nevada                   |                                                                |
| G                                 | 12–0   | Julius Garcia    | TKO    | 3 (10),       | 21/10/1969 | Coliseum, San Diego, California                    |                                                                |
| G                                 | 11–0   | Gary Bates       | TKO    | 8 (10),       | 25/07/1969 | Coliseum, San Diego, California                    |                                                                |
| G                                 | 10–0   | Bill McMurray    | TKO    | 7 (10), 1:50  | 25/07/1969 | Grand Olympic Auditorium, Los Ángeles, California  |                                                                |
| G                                 | 9–0    | Pedro Sánchez    | TKO    | 2 (10),       | 31/03/1969 | International Sports Center, San Diego, California |                                                                |
| G                                 | 8–0    | Wayne Kindred    | TKO    | 9 (10),       | 20/02/1969 | Grand Olympic Auditorium, Los Ángeles, California  |                                                                |
| G                                 | 7–0    | Joe Hemphill     | TKO    | 3 (10), 1:52  | 11/02/1969 | Valley Music Theater, Woodland Hills, California   |                                                                |
| G                                 | 6–0    | Cornell Nolan    | KO     | 6 (10)        | 08/12/1968 | Grand Olympic Auditorium, Los Ángeles, California  |                                                                |
| G                                 | 5–0    | Wayne Kindred    | TKO    | 6 (10),       | 23/07/1968 | Circle Arts Theatre, San Diego, California         |                                                                |
| G                                 | 4–0    | Jimmy Gilmore    | KO     | 7 (8), 1:20   | 26/03/1968 | Community Concourse, San Diego, California         |                                                                |
| G                                 | 3–0    | Harold Dutra     | KO     | 3 (6)         | 06/03/1968 | Memorial Auditorium, Sacramento, California        |                                                                |
| G                                 | 2–0    | Sam Wyatt        | PTS    | 6             | 16/01/1968 | Community Concourse, San Diego, California         |                                                                |
| G                                 | 1–0    | Grady Brazell    | TKO    | 5 (6),        | 14/11/1967 | Community Concourse, San Diego, California         | Debut profesional de Norton.                                   |